# Rue de l'Abbé-Soulange-Bodin
La rue de l’Abbé-Soulange-Bodin est une voie publique du 14e arrondissement de Paris.

## Origine du nom
Elle a été nommée ainsi en hommage à l'abbé Soulange-Bodin, fondateur de l’église Notre-Dame-du-Travail dans le quartier de Plaisance.

## Historique
La voie est créée dans le cadre de l'aménagement de la zone d'aménagement concerté (ZAC) Guilleminot-Vercingétorix, sous le nom provisoire de « voie U/14 » et prend sa dénomination actuelle le 3 septembre 1985.